# Ulica 1 Maja w Olsztynie
Ulica 1 Maja w Olsztynie — jedna z głównych ulic olsztyńskiego Śródmieścia. Stanowi jedno z połączeń południowych i północnych dzielnic miasta.
Ulica rozciąga się od skrzyżowania z ulicami 11 Listopada, Piłsudskiego i Pieniężnego (przy pl. Jana Pawła II) do skrzyżowania z ulicą Partyzantów.
Przy ulicy, naprzeciwko Teatru im. S. Jaracza, znajduje się pl. Trzech Krzyży oraz pomnik ku czci ofiar dżumy.
Do roku 1914 ulica nosiła nazwę Guttstädter-Straße (ul. Dobromiejska), gdyż była częścią traktu prowadzącego do Dobrego Miasta. W roku 1914 zmieniono nazwę ulicy na Hindenburg-Strasse. 
Po drugiej wojnie światowej nazwę ulicy zmieniono na 1 Maja.

## Obiekty
Przy ulicy 1 Maja znajdują się m.in.:
- Teatr im. Stefana Jaracza
- Pomnik Stefana Jaracza, więźnia obozu Auschwitz-Birkenau – nieopodal placu Trzech Krzyży
- Wojewódzka Biblioteka Publiczna im. E. Sukertowej-Biedrawiny
- Bank Pekao SA

## Komunikacja
Ulicą 1 Maja biegną trasy 8 linii komunikacyjnych. Są to linie numer 106, 110, 116, 117, 120, 136, 309 oraz N02 (linia nocna).

## Dane drogi
Obecnie, w rezultacie przebudowy dokonanej w 2007 roku, ulica 1 Maja ma po dwa pasy ruchu w każdym kierunku.
Na trasie ulicy zainstalowane są 4 sygnalizacje świetlne:
- Skrzyżowanie z ulicami Pieniężnego, Piłsudskiego i 11 Listopada (przy placu Jana Pawła II)
- Sygnalizacja świetlna przy wyjeździe z przystanku autobusowego (tylko w stronę ulicy Partyzantów)
- Sygnalizacja świetlna dla użytku pieszych (na wysokości Placu Trzech Krzyży)
- Skrzyżowanie z ulicami Partyzantów, Wojska Polskiego